# 隠岐の島警察署
隠岐の島警察署（おきのしまけいさつしょ）は、島根県警察が管轄する警察署の一つである。

## 所在地
- 島根県隠岐郡隠岐の島町西町吉田の二20番地15

## 管轄区域
- 隠岐郡隠岐の島町

## 沿革
- 2004年11月1日 10月1日に西郷町・布施村・五箇村・都万村が新設（対等）合併して隠岐の島町となったことに伴い、島根県西郷警察署を島根県隠岐の島警察署に改称。
- 2006年7月6日 隠岐空港の移転に伴い、隠岐空港派出所を設置。

## 警察署（直轄）
（）の中は所在地。
- 隠岐の島警察署（直轄）（隠岐郡隠岐の島町西町吉田の二20番地15）

## 組織
- 総務課 - 総務係、会計係、被害者支援係、警察相談係、地域係、パトロール係、交通係
- 生活安全刑事課 - 生活安全係、告訴・告発対応係、捜査係、鑑識係
- 警備課 - 警備係

## 派出所
- 隠岐空港派出所（隠岐郡隠岐の島町岬町1889番地12）

## 駐在所
（）の中は所在地。
- 東郷駐在所（隠岐郡隠岐の島町飯田前田33番地8）
- 中条駐在所（隠岐郡隠岐の島町原田1520番地6）
- 中駐在所（隠岐郡隠岐の島町中村148番地7）
- 五箇駐在所（隠岐郡隠岐の島町北方279番地47）
- 都万駐在所（隠岐郡隠岐の島町都万2468番地1）